# 형사 스타크
《형사 스타크》(영어: Stark)는 1985년에 개봉한 미국 영화이다.

## 출연
- 니콜라스 서로비 - 스타크
- 마릴루 헨너 - 애쉴리
- 데니스 호퍼 - 블리스
- 세스 자프 - 코너

## 한국판 성우진(MBC)
- 김기현 - 스타크(니콜라스 서로비)
- 송도영 - 애쉴리(마릴루 헨너)
- 한규희 - 블리스(데니스 호퍼)
- 이윤연 - 코너(세스 자프)
- 최병학 - 경찰(마이크 제노비스)
- 한영숙 - 판사(제인 핼러렌)
- 김용식 - 드레이퍼(아서 로젠버그)
- 전국근 - 시모어(피터 보그트)
- 김태훈 - 카지노 손님(윌리엄 하디)
- 탁재인 - 서장(팻 콜리)
- 양윤선 - 용의자(L. 린 톰슨)
- 신성호 - 파티 손님(빌 크로스)
- 박영희 - 로라(웬델 멜드럼)
- 김관철 - 헤일턴(엘런 윌리엄스)
- 이선호 - 킴(데니즈 크로즈비)
- 이종혁 - 샘(마이클 챔피언)
- 이우신 - 디노(밥 홉킨스)
- 황윤걸 - 파월(노르베르트 바이서)